# 朗古尔拉
朗古尔拉（法語：Langourla，法語發音：[lɑ̃ɡuʁla]）是法国阿摩尔滨海省的一个旧市镇，属于迪南区。2016年1月1日，朗古尔拉和相邻的另外6个市镇合并为新市镇勒默内，新市镇属于圣布里厄区。

## 地理
朗古尔拉（48°17'6"N, 2°24'57"W）面积21.41 平方千米，位于法国布列塔尼大區阿摩尔滨海省，该省份为法国西北部沿海省份，位于布列塔尼半岛北部，北濒大西洋英吉利海峡，西接菲尼斯泰尔省，南至莫尔比昂省，东临伊勒-维莱讷省。
与朗古尔拉接壤的市镇（或旧市镇、城区）包括：普莱内瑞贡、埃雷阿克、勒古赖、梅里亚克、鲁亚克、圣雅屈迪默内、圣弗朗。
朗古尔拉的时区为UTC+01:00、UTC+02:00（夏令时）。

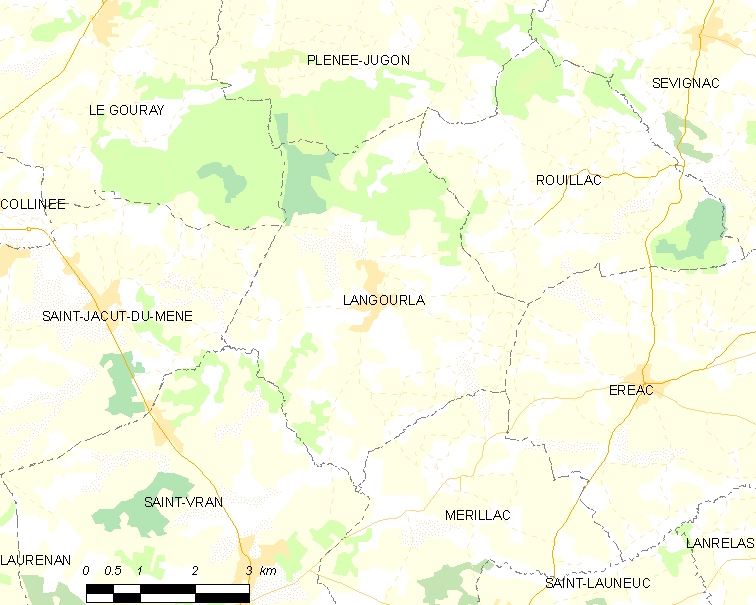
朗古尔拉的OSM定位图

## 行政
朗古尔拉的邮政编码为22330，INSEE市镇编码为22102。

## 政治
朗古尔拉所属的省级选区为普莱内瑞贡县。

## 人口

1962-2008年间朗古尔拉人口变化图示

朗古尔拉于2018年1月1日时的人口数量为536人。